# Amerikaner (Gebäck)

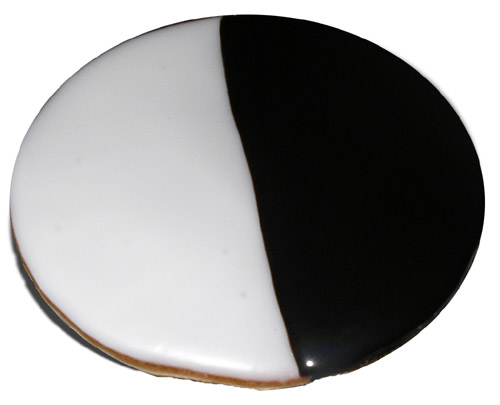
Ein Amerikaner mit Zucker- und Schokoladenguss

Ein Amerikaner ist eine feine Backware aus Mehl, Zucker, Ei und Fett sowie Milch oder Wasser. Als Triebmittel wird Ammoniumhydrogencarbonat bzw. Hirschhornsalz oder Backpulver verwendet. Das Lockerungsmittel Ammoniumhydrogencarbonat gibt dem Gebäck sein typisches Aroma.

## Zubereitung
Die weiche Masse wird auf gefetteten und bemehlten Blechen dressiert. Nach dem Backen wird auf der Unterseite mit einer Palette eine dickflüssige Zuckerglasur (Fondant) aufgetragen. Varianten mit kakaohaltiger Fettglasur oder einer Kombination von beiden werden ebenfalls angeboten.

## Etymologie
Zum Ursprung des Namens „Amerikaner“ existieren verschiedene Mutmaßungen:
1. Der Name leite sich von Ammoniumhydrogencarbonat her, dem in dem Gebäck benutzten Backtriebmittel[2] und hätte ursprünglich Ammonikaner gelautet.[3]
2. Der Name leite sich von der Form des Brodie-Helms der US-Armee im Ersten Weltkrieg ab.
3. Der Name gehe auf einen ab dem frühen 20. Jahrhundert vor allem im Raum New York City verbreiteten Kekstyp zurück, den sinnfällig benannten black and white cookie.

Der Ursprung des Namens ist aber nicht eindeutig belegt, es gibt jedoch Literaturnachweise in Deutschland aus der Zeit vor dem Zweiten Weltkrieg.
In der DDR hießen die Amerikaner in den letzten Jahrzehnten offiziell Ammonplätzchen.